# Villers-le-Sec (Haute-Saône)
Pour les articles homonymes, voir Villers-le-Sec.
Villers-le-Sec est une commune française située dans le département de la Haute-Saône, la région culturelle et historique de Franche-Comté et la région administrative Bourgogne-Franche-Comté.

## Géographie
|                     | Colombe-lès-Vesoul    |                |
| Quincey             | Villers-le-Sec        | Noroy-le-Bourg |
| Neurey-lès-la-Demie | Dampierre-sur-Linotte |                |

### Climat
Pour des articles plus généraux, voir Climat de la Bourgogne-Franche-Comté et Climat de la Haute-Saône.
En 2010, le climat de la commune est de type climat des marges montargnardes, selon une étude du Centre national de la recherche scientifique s'appuyant sur une série de données couvrant la période 1971-2000. En 2020, Météo-France publie une typologie des climats de la France métropolitaine dans laquelle la commune est exposée à un climat semi-continental et est dans la région climatique  Lorraine, plateau de Langres, Morvan, caractérisée par un hiver rude (1,5 °C), des vents modérés et des brouillards fréquents en automne et hiver. 
Pour la période 1971-2000, la température annuelle moyenne est de 10,1 °C, avec une amplitude thermique annuelle de 17,2 °C. Le cumul annuel moyen de précipitations est de 1 066 mm, avec 12,9 jours de précipitations en janvier et 10 jours en juillet. Pour la période 1991-2020, la température moyenne annuelle observée sur la station météorologique de Météo-France la plus proche, « Frotey_sapc », sur la commune de Frotey-lès-Vesoul à 4 km à vol d'oiseau, est de 11,2 °C et le cumul annuel moyen de précipitations est de 914,2 mm. 
La température maximale relevée sur cette station est de 38,5 °C, atteinte le 25 juillet 2019 ; la température minimale est de −14,9 °C, atteinte le 20 décembre 2009,,. 
Les paramètres climatiques de la commune ont été estimés pour le milieu du siècle (2041-2070) selon différents scénarios d'émission de gaz à effet de serre à partir des nouvelles projections climatiques de référence DRIAS-2020. Ils sont consultables sur un site dédié publié par Météo-France en novembre 2022.

## Urbanisme

### Typologie
Au 1er janvier 2024, Villers-le-Sec est catégorisée commune rurale à habitat dispersé, selon la nouvelle grille communale de densité à sept niveaux définie par l'Insee en 2022.
Elle est située hors unité urbaine. Par ailleurs la commune fait partie de l'aire d'attraction de Vesoul, dont elle est une commune de la couronne,. Cette aire, qui regroupe 158 communes, est catégorisée dans les aires de 50 000 à moins de 200 000 habitants,.

### Occupation des sols
L'occupation des sols de la commune, telle qu'elle ressort de la base de données européenne d’occupation biophysique des sols Corine Land Cover (CLC), est marquée par l'importance des territoires agricoles (72,1 % en 2018), en diminution par rapport à 1990 (74,8 %). La répartition détaillée en 2018 est la suivante : zones agricoles hétérogènes (46,4 %), prairies (25,5 %), forêts (23,8 %), zones urbanisées (4,1 %), terres arables (0,2 %). L'évolution de l’occupation des sols de la commune et de ses infrastructures peut être observée sur les différentes représentations cartographiques du territoire : la carte de Cassini (XVIIIe siècle), la carte d'état-major (1820-1866) et les cartes ou photos aériennes de l'IGN pour la période actuelle (1950 à aujourd'hui).

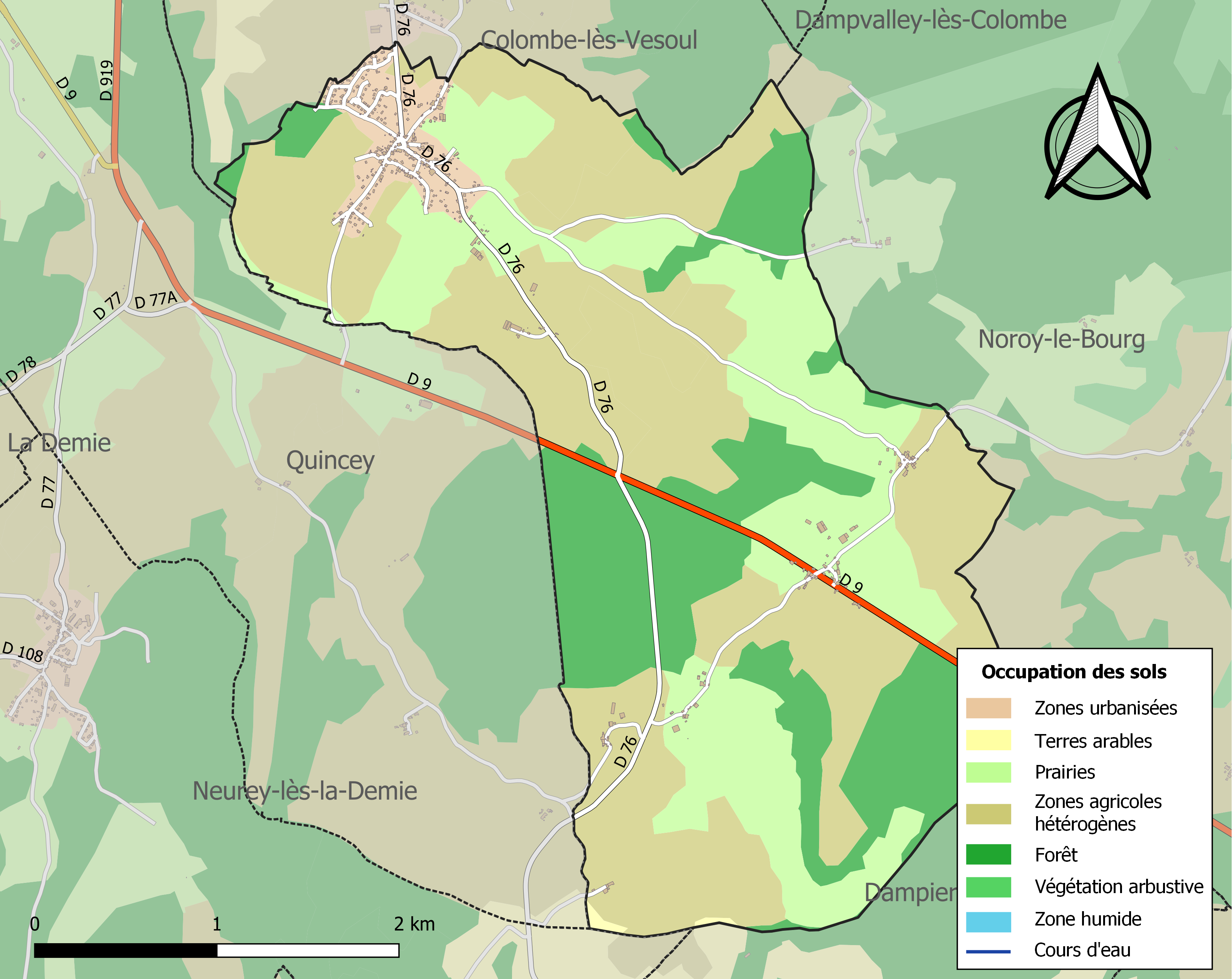
Carte des infrastructures et de l'occupation des sols de la commune en 2018 (CLC).

## Politique et administration

### Rattachements administratifs et électoraux
La commune fait partie de l'arrondissement de Vesoul du département de la Haute-Saône, en région Bourgogne-Franche-Comté. Pour l'élection des députés, elle dépend de la deuxième circonscription de la Haute-Saône.
Elle était incluse depuis 1973 dans le canton de Noroy-le-Bourg. Dans le cadre du redécoupage cantonal de 2014 en France, la commune est désormais rattachée au canton de Villersexel.

### Intercommunalité
La commune faisait partie de la communauté de communes des grands bois, créée le 10 décembre 2001 et qui regroupait 12 communes et environ 3 100 habitants.
Dans le cadre des dispositions de la loi du 16 décembre 2010 de réforme des collectivités territoriales, qui prévoit toutefois d'achever et de rationaliser le dispositif intercommunal en France, et notamment d'intégrer la quasi-totalité des communes françaises dans des EPCI à fiscalité propre dont la population soit normalement supérieure à 5 000 habitants, le schéma départemental de coopération intercommunale de 2011 a prévu la fusion des communautés de communes : 
- du Pays de Saulx, 
- des grands bois, 
- des Franches Communes (sauf  Amblans et Genevreuille), 
et en y rajoutant la commune isolée de Velorcey, afin de former une nouvelle structure regroupant 42 communes et environ 11 200 habitants.
Cette fusion est effective depuis le 1er janvier 2014 et a permis la création, à la place des intercommunalités supprimées, de la communauté de communes du Triangle Vert, dont la commune est désormais membre.

### Liste des maires
| Période                                  | Période      | Identité               | Étiquette | Qualité                                                                                |
| ---------------------------------------- | ------------ | ---------------------- | --------- | -------------------------------------------------------------------------------------- |
| Les données manquantes sont à compléter. |              |                        |           |                                                                                        |
| 1854                                     | juillet 1868 | François Mougin        |           |                                                                                        |
| août 1868                                | mars 1871    | Jean François Louis Py |           |                                                                                        |
| juillet 1871                             |              | François Bonnet        |           |                                                                                        |
| 1989                                     |              | Jacques Theulin        |           | Retraité Vice-président de la CC Triangle Vert (2014 →) Réélu pour le mandat 2014-2020 |
| Les données manquantes sont à compléter. |              |                        |           |                                                                                        |
| 2020                                     | En cours     | Jean Drouhard          |           |                                                                                        |

## Démographie
L'évolution du nombre d'habitants est connue à travers les recensements de la population effectués dans la commune depuis 1793. Pour les communes de moins de 10 000 habitants, une enquête de recensement portant sur toute la population est réalisée tous les cinq ans, les populations de référence des années intermédiaires étant quant à elles estimées par interpolation ou extrapolation. Pour la commune, le premier recensement exhaustif entrant dans le cadre du nouveau dispositif a été réalisé en 2007.

En 2022, la commune comptait 522 habitants, en évolution de −1,32 % par rapport à 2016 (Haute-Saône : −1,4 %, France hors Mayotte : +2,11 %).
| 1793 | 1800 | 1806 | 1821 | 1831 | 1836 | 1841 | 1846 | 1851 |
| ---- | ---- | ---- | ---- | ---- | ---- | ---- | ---- | ---- |
| 377  | 368  | 430  | 371  | 479  | 492  | 493  | 502  | 533  |

| 1856 | 1861 | 1866 | 1872 | 1876 | 1881 | 1886 | 1891 | 1896 |
| ---- | ---- | ---- | ---- | ---- | ---- | ---- | ---- | ---- |
| 460  | 456  | 439  | 386  | 416  | 412  | 363  | 324  | 317  |

| 1901 | 1906 | 1911 | 1921 | 1926 | 1931 | 1936 | 1946 | 1954 |
| ---- | ---- | ---- | ---- | ---- | ---- | ---- | ---- | ---- |
| 291  | 291  | 292  | 272  | 271  | 281  | 259  | 223  | 249  |

| 1962 | 1968 | 1975 | 1982 | 1990 | 1999 | 2006 | 2007 | 2012 |
| ---- | ---- | ---- | ---- | ---- | ---- | ---- | ---- | ---- |
| 237  | 242  | 250  | 350  | 456  | 483  | 524  | 530  | 532  |

| 2017 | 2022 | - | - | - | - | - | - | - |
| ---- | ---- | - | - | - | - | - | - | - |
| 531  | 522  | - | - | - | - | - | - | - |

## Culture locale et patrimoine

### Lieux et monuments

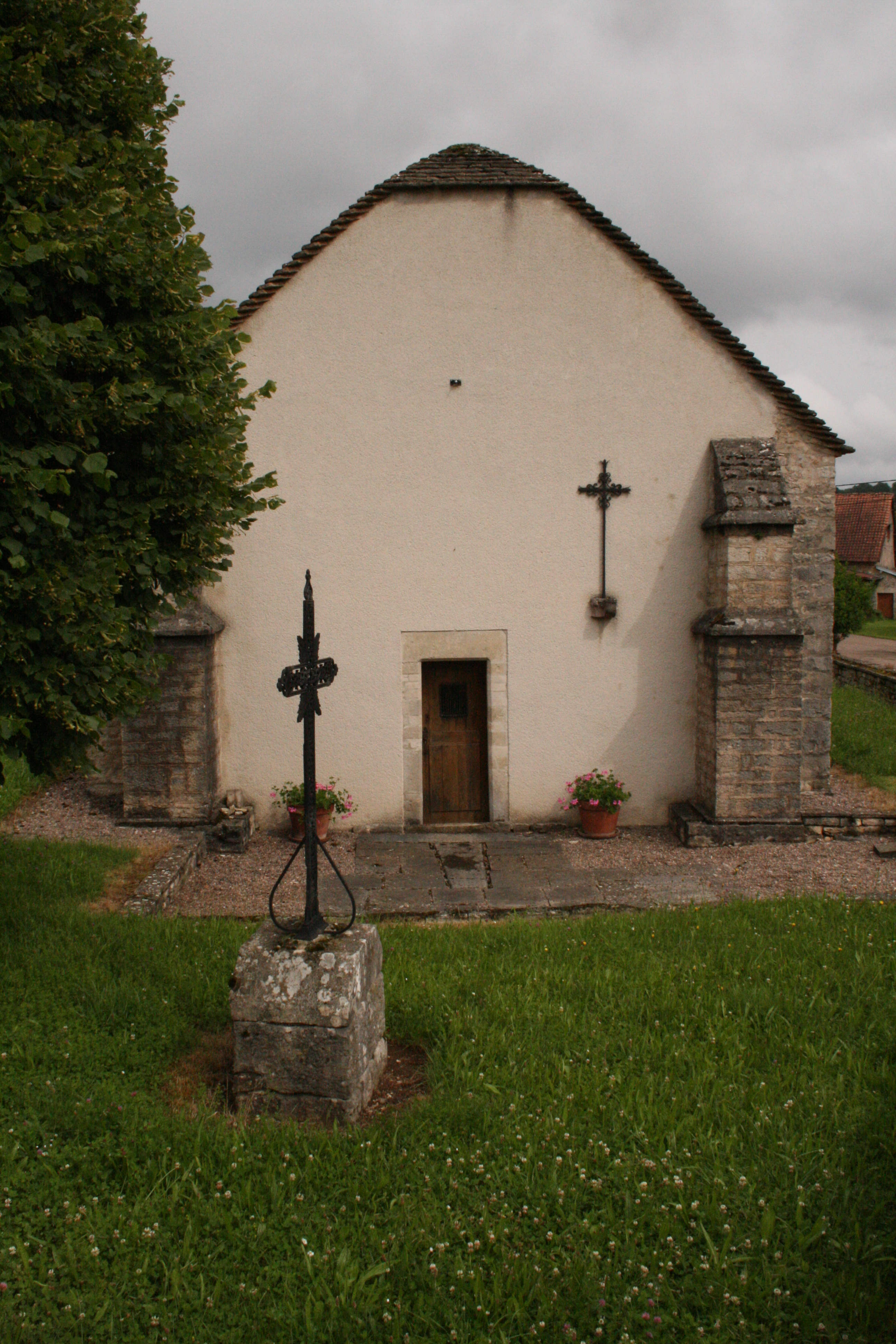
Façade de la chapelle de Saint Igny.

Située à l'écart de la commune sur un territoire qui dépendait autrefois de Noroy-le-Bourg, la chapelle de Saint Igny est un édifice roman qui date de la fin du XIIIe siècle. Il s'agit du dernier vestige d'un hospitium du Moyen Âge qui accueillait les voyageurs, empruntant une ancienne voie antique à proximité, en contrepartie de la mise en valeur des terres du domaine. Dédiée à saint Aignan, patron des malades, la chapelle comporte une nef unique à deux travées, donnant sur une abside en cul de four. Le mobilier comprend un christ en croix du XIIIe siècle, une Vierge à l'Enfant et une statue de saint Aignan du XVe siècle. L'édifice, restauré aux XVIe, XIXe et XXe siècles, est classé aux Monuments historiques,.

### Héraldique située
| Blason de Villers-le-Sec | Blason  | Parti : au 1 : d'azur à la fasce d'or chargée d'une losange de gueules, au 2 : de gueules à la croix de Malte surmontée d'une main bénissante parée le tout d'or. |
| Blason de Villers-le-Sec | Détails | Le statut officiel du blason reste à déterminer. |